# Daimbert z Pizy
Daimbert z Pizy, zwany też Dagobertem, wł. Daibert (zm. 14 czerwca 1107 w Messynie) – pierwszy arcybiskup Pizy i jako łaciński patriarcha Jerozolimy znacząca postać pierwszej wyprawy krzyżowej.

## Wczesne życie
Prawdopodobnie został wyświęcony przez Wezilona, arcybiskupa Moguncji, czołowego zwolennika cesarza w sporze o inwestyturę. Imię Daimbert pochodzi z Lombardii / Emilii-Romanii.

## (Arcy)Biskup Pizy
Pod koniec lat 80. XI wieku Dagobert zmienił strony w sporze o inwestyturę, popierając hrabinę Matyldę z Canossy, jedną z najbardziej zagorzałych zwolenniczek papiestwa. Papież Urban II w 1088 uczynił Daimberta biskupem w Pizie. W 1092  diecezja Pizy została podniesiona do rangi archidiecezji.
Daimbert towarzyszył papieżowi Urbanowi w jego podróży duszpasterskiej do Włoch i Francji, w tym na synod w Piacenzy i synod w Clermont, gdzie papież wezwał do wyruszenia na krucjatę do Ziemi Świętej. Daimbert następnie wrócił do Pizy, aby nawoływać do krucjaty i otrzymał entuzjastyczne wsparcie lokalnej społeczności, która dała Daimbertowi dowództwo nad flotą 120 okrętów.

## Krucjata

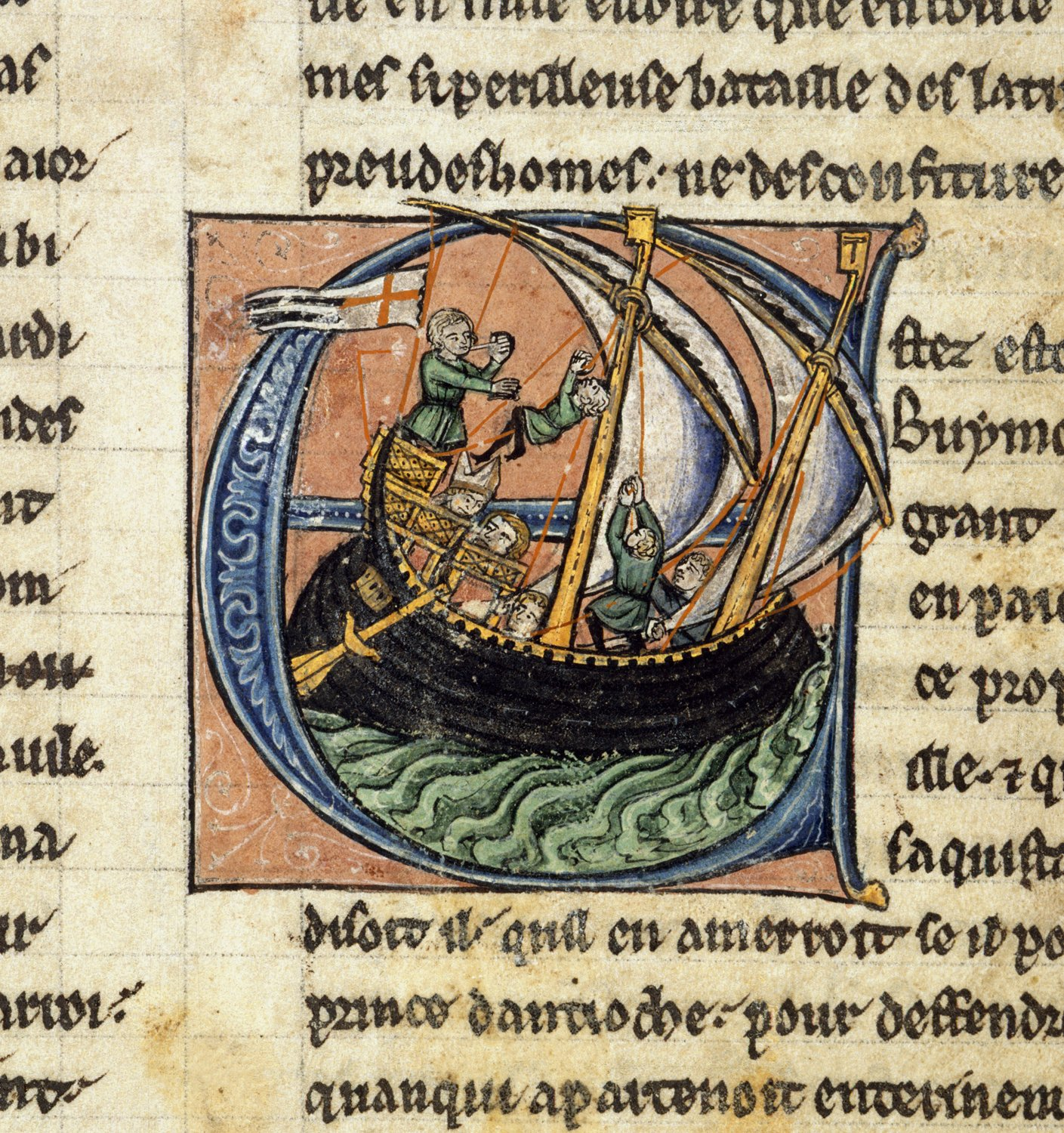
Boemund i Daimbert na statku pod krzyżem świętego Jerzego płyną do Ziemi Świętej

Przed końcem 1098 roku Daimbert wyruszył w kierunku Ziemi Świętej, dowodząc flotą pizańską. Podczas podróży flota dokonała skutecznych rajdów na bizantyńskie wyspy, docierając do wybrzeży Syrii w pobliżu portu w Latakii. W tym czasie, jeden z przywódców krucjaty, Boemund I oblegał Antiochię. Przybycie floty dla Boemunda było zrządzeniem losu, bo umożliwiało zablokowanie dostaw do Antiochii od strony morza – Daimbert zgodził się, usprawiedliwiając wystąpienie przeciwko chrześcijanom (Latakia była miastem bizantyńskim), faktem, że nie uznawali oni władzy papieża. Jednak inni przywódcy wyprawy krzyżowej – Robert II Krótkoudy, książę Normandii, Rajmund IV, hrabia Tuluzy i Robert II, hrabia Flandrii – którzy widzieli konieczność współpracy z cesarzem bizantyńskim Aleksym I, byli wściekli i swoimi wpływami przekonali Daimberta do odstąpienia od blokady. Boemund został zmuszony do porzucenia oblężenia i wyruszył razem z Daimbertem do Jerozolimy, przybywając tam 21 grudnia 1099 roku.
Oficjalny status Daimberta, w momencie gdy wyruszył na wschód, jest niejasny. Wielu historyków uważa, że Urban mianował go legatem apostolskim po śmierci Ademara, biskupa Le Puy, ale brakuje na to jednoznacznych dowodów.

## Patriarcha Jerozolimy
Flota pizańska była pożądanym wzmocnieniem bezpieczeństwa dla Gotfryda z Bouillon, władcy Jerozolimy. Mając poparcie Gotfryda i Boemunda Daimbert przejął godność patriarchy Jerozolimy od Arnulfa z Chocques. Po śmierci Gotfryda w lipcu 1100 roku Daimbert przejął na krótko pełnię władzy w Jerozolimie. Już 9 listopada 1100 roku został zmuszony do koronacji na króla Jerozolimy młodszego brata Gotfryda Baldwina i następnie stopniowo tracił wpływy.

## Powrót do Włoch i śmierć
W 1102 został zmuszony do opuszczenia Jerozolimy i powrotu do Włoch. Tam uzyskał poparcie papieża Paschalisa II w dążeniu do odzyskania pozycji łacińskiego patriarchy Jerozolimy i popłynął ponownie do Ziemi Świętej. Zmarł w czasie podróży w Mesynie na Sycylii.